# Золотухина, Мария Ефимовна
Мари́я Ефи́мовна Золоту́хина (род. 1905, Петровск-Порт, Дагестанская область) — советский общественный и политический деятель, депутат Верховного Совета РСФСР.

## Биография
Родилась в городе Порт-Петровск Дагестанской области.
Избиралась депутатом Верховного Совета РСФСР I созыва от Хасавюртовского избирательного округа Дагестанской АССР (1938—1947).